# Mas-Saint-Chély
Pour les articles homonymes, voir Mas et Saint-Chély.
Mas-Saint-Chély est une commune française située dans le sud du département de la Lozère, en région Occitanie.
Exposée à un climat de montagne, elle est drainée par divers petits cours d'eau. Incluse dans les Cévennes, la commune possède un patrimoine naturel remarquable : un site Natura 2000 (les « gorges du Tarn et de la Jonte ») et quatre zones naturelles d'intérêt écologique, faunistique et floristique.
Mas-Saint-Chély est une commune rurale qui compte 102 habitants en 2022, après avoir connu un pic de population de 647 habitants en 1846.  Ses habitants sont appelés les Mas-Chélyens et Mas-Chélyennes.

## Géographie

### Localisation
La commune est située à vol d'oiseau à 22,2 kilomètres au sud-ouest de Mende, dans le nord-est du causse Méjean.

### Communes limitrophes
Les communes limitrophes sont  Gorges du Tarn Causses, Hures-la-Parade et La Malène.
| Gorges du Tarn Causses | Gorges du Tarn Causses | Gorges du Tarn Causses |
| La Malène              | Mas-Saint-Chély        | Gorges du Tarn Causses |
| Hures-la-Parade        | Hures-la-Parade        | Hures-la-Parade        |

### Géologie et relief
La superficie de la commune est de 5 681 hectares ; l'altitude varie entre 800 et 1 156 mètres. Le point culminant de la commune est situé au puech d'Alluech.

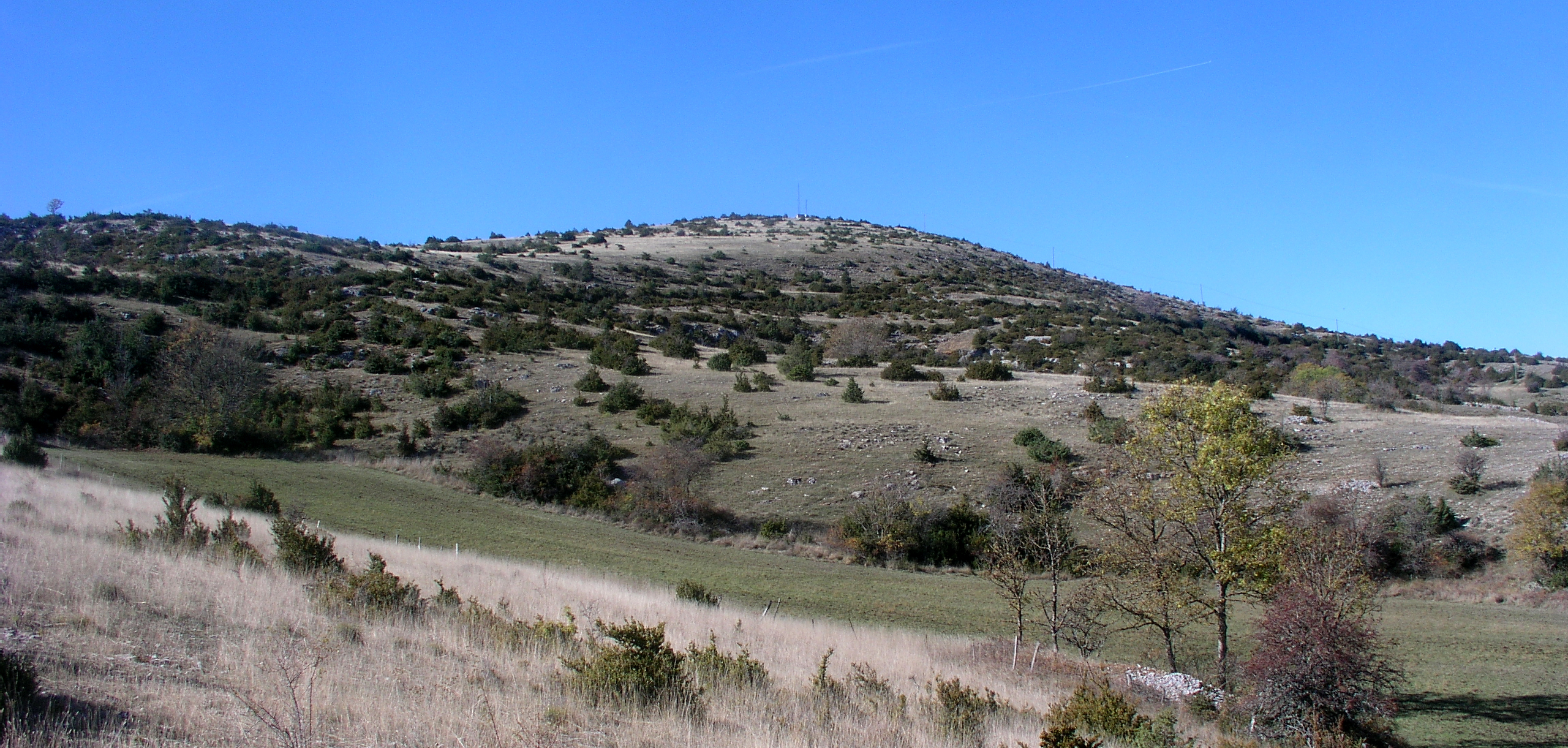
Le puech d'Alluech (altitude 1 156 m).
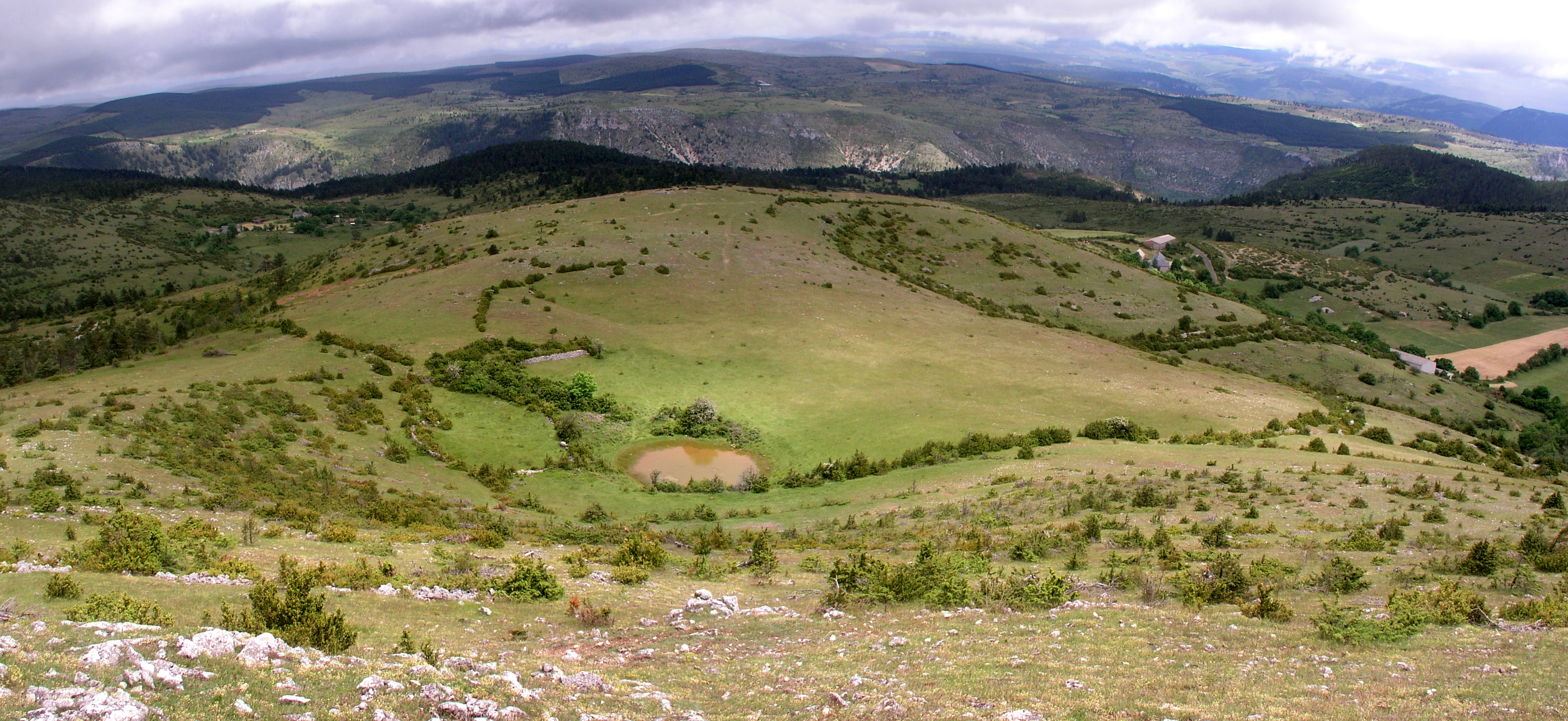
Vue panoramique depuis le puech d'Alluech.
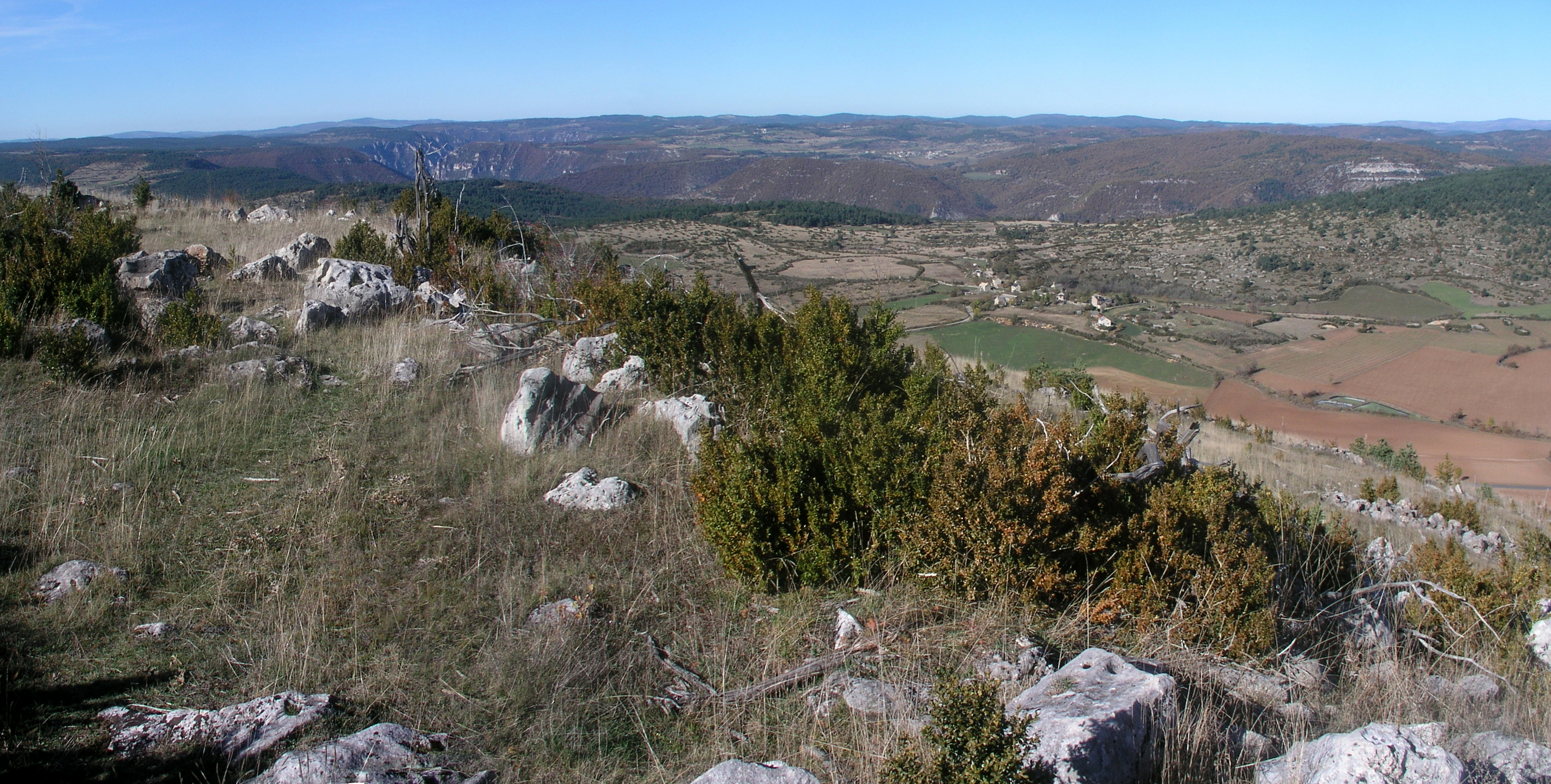
Le village vu depuis l'enceinte protohistorique du Tourelle.

### Logements
En 2018, le nombre total de logements dans la commune était de 155, alors qu'il était de 132 en 2008.
Parmi ces logements, 40,6 % étaient des résidences principales, 57,4 % des résidences secondaires et 2,0 % des logements vacants. Ces logements étaient pour 98 % d'entre eux des maisons individuelles et pour 2 % des appartements.
La proportion des résidences principales, propriétés de leurs occupants était de 77,0 %, comme en 2008 (79 %).

### Voies de communication et transports
Le territoire communal est traversé par les routes départementales 16, 43 et 986. Par ailleurs, elle est parcourue par une variante du sentier de grande randonnée 6 (GR 6) qui constitue localement un tronçon du chemin de Saint-Guilhem-le-Désert.

### Climat
Pour des articles plus généraux, voir Climat de l'Occitanie et Climat de la Lozère.
En 2010, le climat de la commune est de type climat de montagne, selon une étude s'appuyant sur une série de données couvrant la période 1971-2000. En 2020, Météo-France publie une typologie des climats de la France métropolitaine dans laquelle la commune est exposée à un climat de montagne ou de marges de montagne et est dans la région climatique Sud-est du Massif Central, caractérisée par une pluviométrie annuelle de 1 000 à 1 500 mm, minimale en été, maximale en automne.
Pour la période 1971-2000, la température annuelle moyenne est de 8,4 °C, avec une amplitude thermique annuelle de 15,6 °C. Le cumul annuel moyen de précipitations est de 1 194 mm, avec 10,9 jours de précipitations en janvier et 5,8 jours en juillet. Pour la période 1991-2020, la température moyenne annuelle observée sur la station météorologique la plus proche, située sur la commune de Gatuzières à 14 km à vol d'oiseau, est de 9,9 °C et le cumul annuel moyen de précipitations est de 947,4 mm,. Pour l'avenir, les paramètres climatiques de la commune estimés pour 2050 selon différents scénarios d’émission de gaz à effet de serre sont consultables sur un site dédié publié par Météo-France en novembre 2022.

### Milieux naturels et biodiversité

#### Espaces protégés
La protection réglementaire est le mode d’intervention le plus fort pour préserver des espaces naturels remarquables et leur biodiversité associée,. La commune fait partie de la zone de transition des Cévennes, un territoire d'une superficie de 116 032 ha reconnu réserve de biosphère par l'UNESCO en 1985 pour la mosaïque de milieux naturels qui la composent et qui abritent une biodiversité exceptionnelle, avec 2 400 espèces animales, 2 300 espèces de plantes à fleurs et de fougères, auxquelles s’ajoutent d’innombrables mousses, lichens, champignons,.

#### Réseau Natura 2000

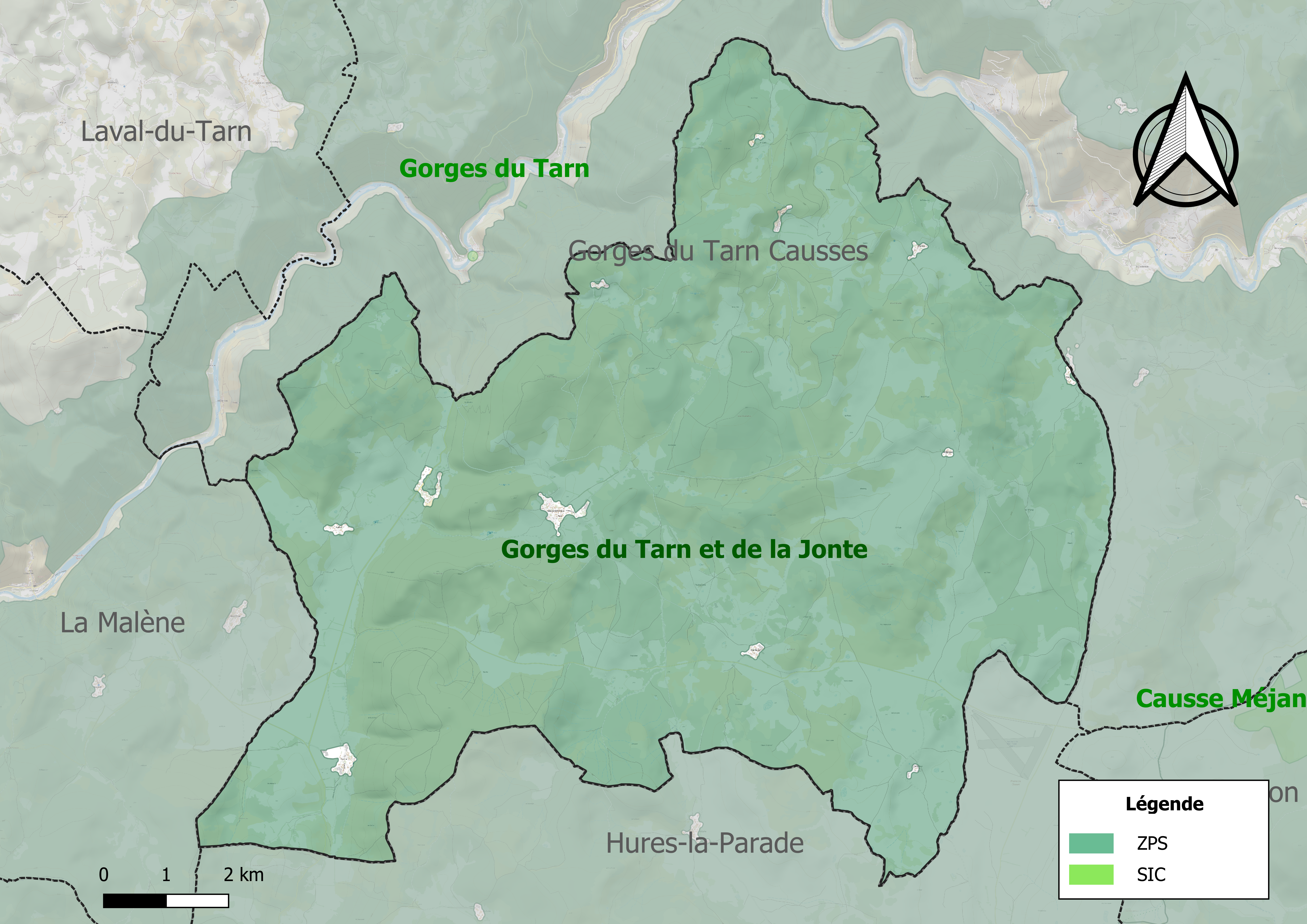
Sites Natura 2000 sur le territoire communal.

Le réseau Natura 2000 est un réseau écologique européen de sites naturels d'intérêt écologique élaboré à partir des directives habitats et oiseaux, constitué de zones spéciales de conservation (ZSC) et de zones de protection spéciale (ZPS).
Un site Natura 2000 a été défini sur la commune au titre  de la directive oiseaux : les « gorges du Tarn et de la Jonte », d'une superficie de 41 801 ha, englobant le territoire de près des trois-quarts de la population de Vautours fauves des grands causses qui furent l'un des principaux sites français de réintroduction de cette espèce.

#### Zones naturelles d'intérêt écologique, faunistique et floristique
L’inventaire des zones naturelles d'intérêt écologique, faunistique et floristique (ZNIEFF) a pour objectif de réaliser une couverture des zones les plus intéressantes sur le plan écologique, essentiellement dans la perspective d’améliorer la connaissance du patrimoine naturel national et de fournir aux différents décideurs un outil d’aide à la prise en compte de l’environnement dans l’aménagement du territoire.
Deux ZNIEFF de type 1 sont recensées sur la commune :
la « plaine de Chanet » (1 573 ha), couvrant 4 communes du département, et 
le « versant nord du causse Méjean à Sainte-Enimie » (309 ha), couvrant 2 communes du département
et deux ZNIEFF de type 2, : 
- le « causse Méjean » (33 342 ha), couvrant 13 communes du département[20] ;
- les « gorges du Tarn » (14 434 ha), couvrant 19 communes du département[21].

Cartes des ZNIEFF de type 1 et 2 à Mas-Saint-Chély.
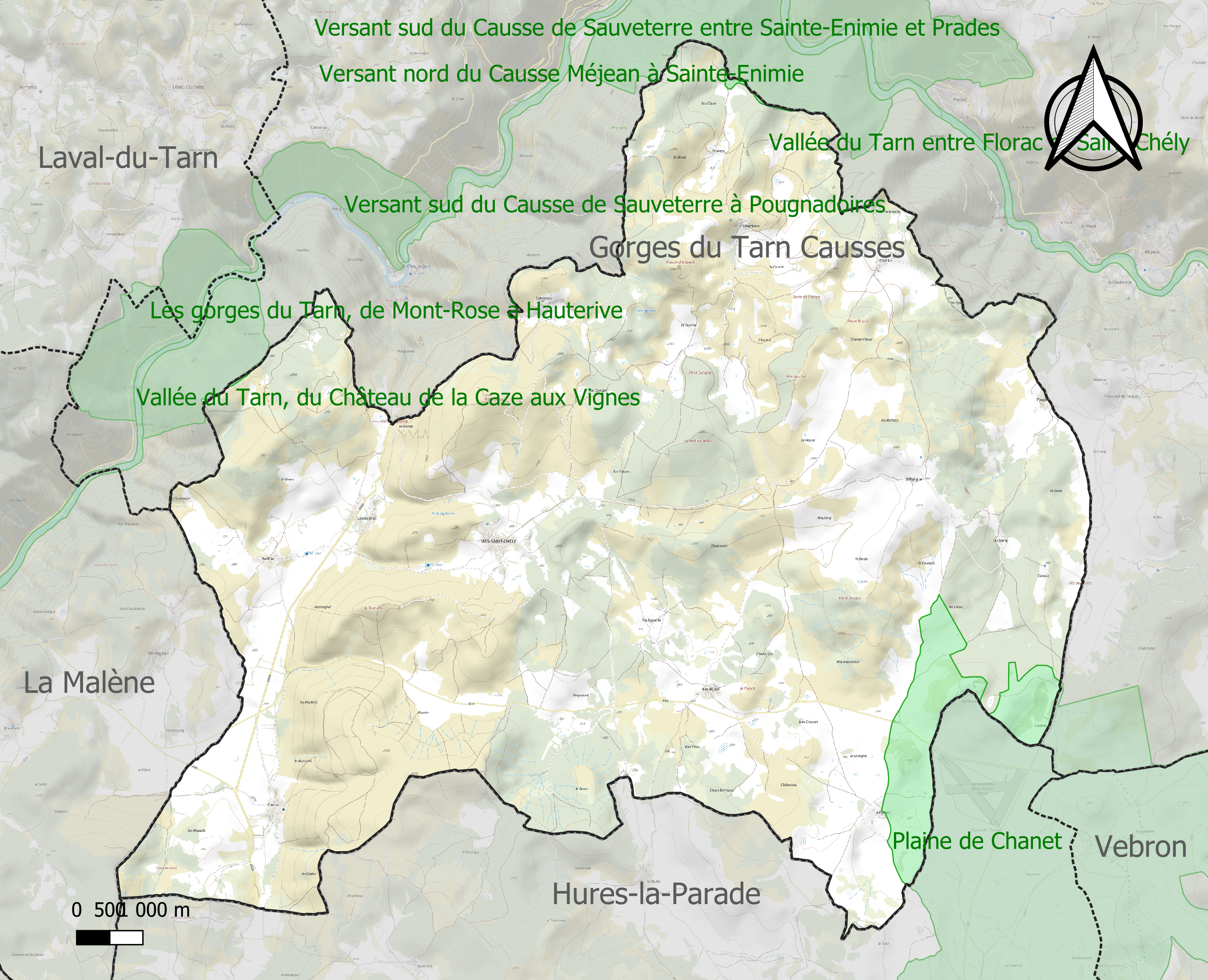
Carte des ZNIEFF de type 1 sur la commune.
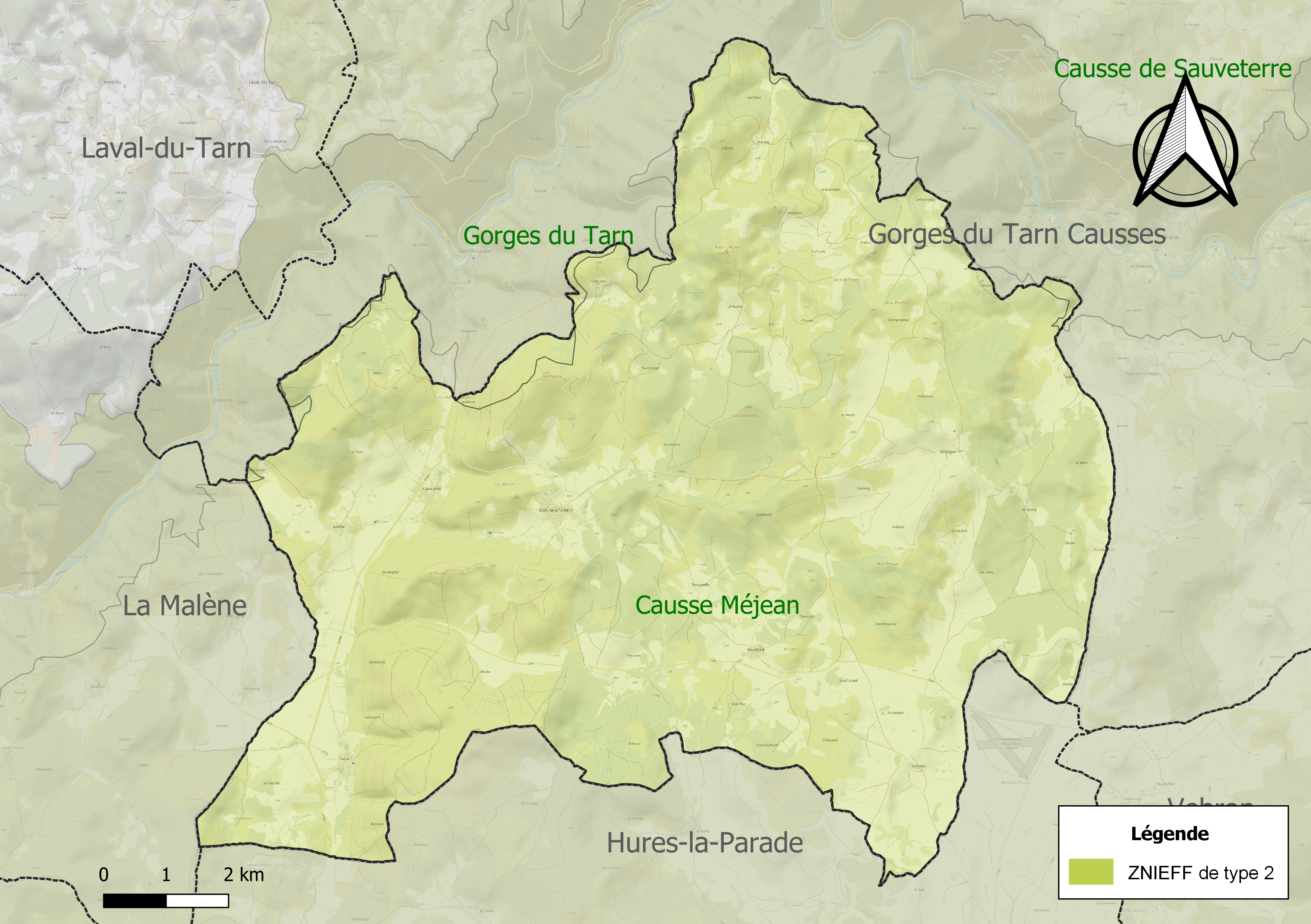
Carte des ZNIEFF de type 2 sur la commune.

## Urbanisme

### Typologie
Au 1er janvier 2024, Mas-Saint-Chély est catégorisée commune rurale à habitat très dispersé, selon la nouvelle grille communale de densité à sept niveaux définie par l'Insee en 2022.
Elle est située hors unité urbaine et hors attraction des villes,.

### Occupation des sols
L'occupation des sols de la commune, telle qu'elle ressort de la base de données européenne d’occupation biophysique des sols Corine Land Cover (CLC), est marquée par l'importance des forêts et milieux semi-naturels (87,4 % en 2018), en augmentation par rapport à 1990 (82,9 %). La répartition détaillée en 2018 est la suivante : 
milieux à végétation arbustive et/ou herbacée (65,1 %), forêts (22,3 %), zones agricoles hétérogènes (7,7 %), terres arables (4,8 %). L'évolution de l’occupation des sols de la commune et de ses infrastructures peut être observée sur les différentes représentations cartographiques du territoire : la carte de Cassini (XVIIIe siècle), la carte d'état-major (1820-1866) et les cartes ou photos aériennes de l'IGN pour la période actuelle (1950 à aujourd'hui).

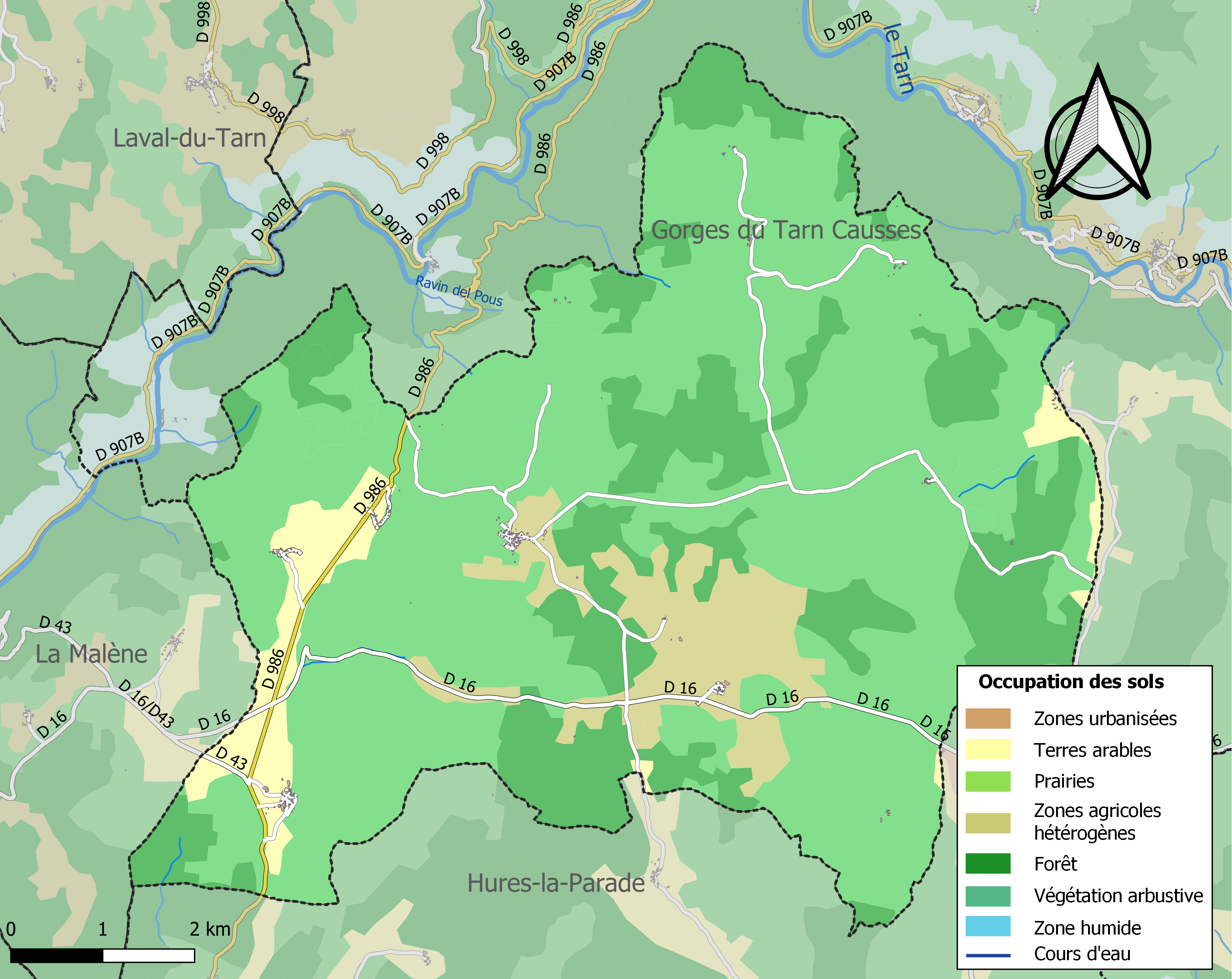
Carte des infrastructures et de l'occupation des sols de la commune en 2018 (CLC).

### Risques majeurs
Le territoire de la commune de Mas-Saint-Chély est vulnérable à différents aléas naturels : météorologiques (tempête, orage, neige, grand froid, canicule ou sécheresse), feux de forêts, mouvements de terrains et séisme (sismicité faible). Un site publié par le BRGM permet d'évaluer simplement et rapidement les risques d'un bien localisé soit par son adresse soit par le numéro de sa parcelle.
Mas-Saint-Chély est exposée au risque de feu de forêt. Un plan départemental de protection des forêts contre les incendies (PDPFCI) a été approuvé en décembre 2014 pour la période 2014-2023. Les mesures individuelles de prévention contre les incendies sont précisées par divers arrêtés préfectoraux et s’appliquent dans les zones exposées aux incendies de forêt et à moins de 200 mètres de celles-ci. L’arrêté du 23 mars 2018, complété par un arrêté de 2020, réglemente l'emploi du feu en interdisant notamment d’apporter du feu, de fumer et de jeter des mégots de cigarette dans les espaces sensibles et sur les voies qui les traversent sous peine de sanctions. L'arrêté du 23 août 2021, abrogeant un arrêté de 2002, rend le débroussaillement obligatoire, incombant au propriétaire ou ayant droit,,.

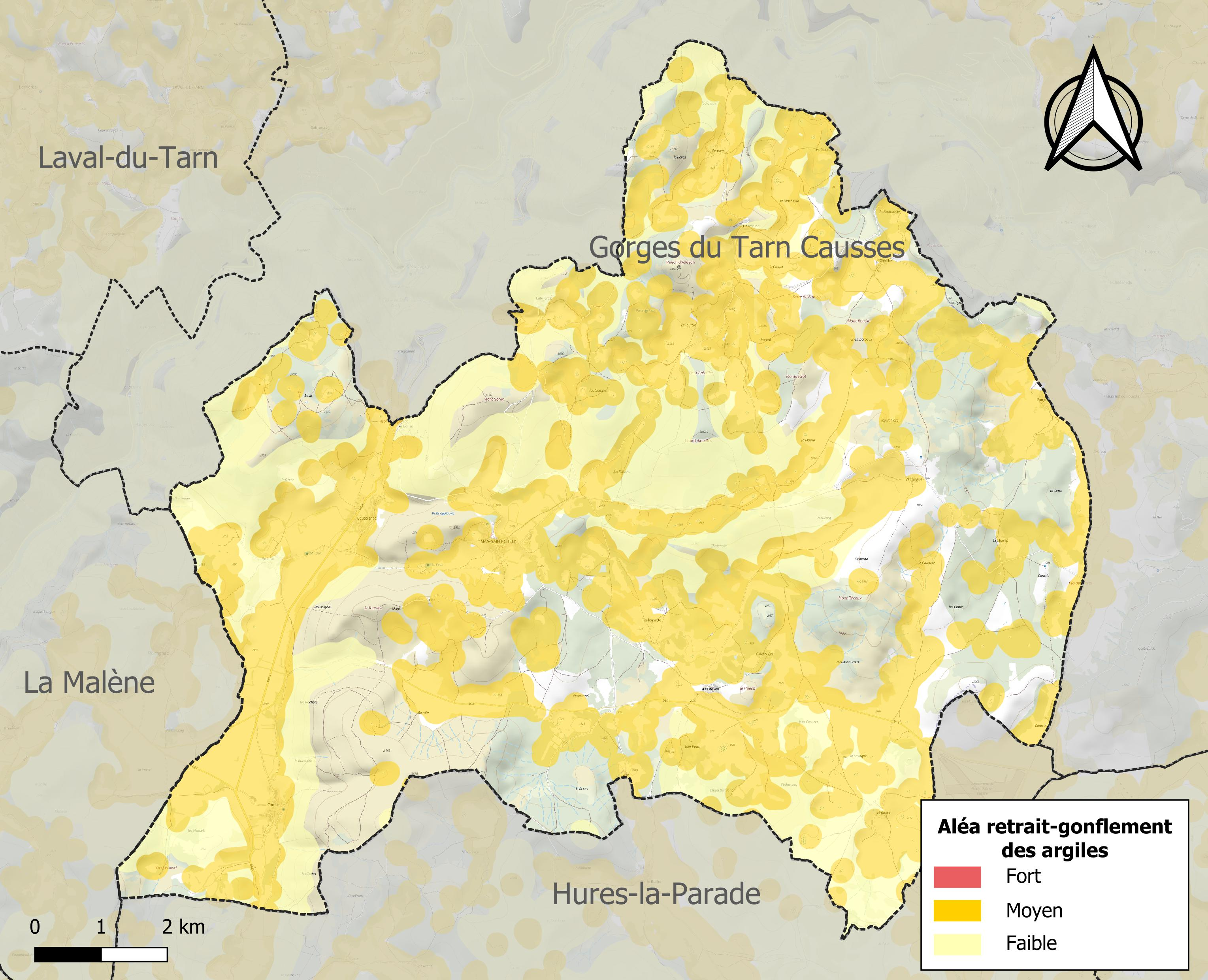
Carte des zones d'aléa retrait-gonflement des sols argileux de Mas-Saint-Chély.

Les mouvements de terrains susceptibles de se produire sur la commune sont des affaissements et effondrements liés aux cavités souterraines (hors mines), des éboulements, chutes de pierres et de blocs et des tassements différentiels. Par ailleurs, afin de mieux appréhender le risque d’affaissement de terrain, l'inventaire national des cavités souterraines permet de localiser celles situées sur la commune.
Le retrait-gonflement des sols argileux est susceptible d'engendrer des dommages importants aux bâtiments en cas d’alternance de périodes de sécheresse et de pluie. 52,1 % de la superficie communale est en aléa moyen ou fort (15,8 % au niveau départemental et 48,5 % au niveau national). Sur les 143 bâtiments dénombrés sur la commune en 2019,  113 sont en aléa moyen ou fort, soit 79 %, à comparer aux 14 % au niveau départemental et 54 % au niveau national. Une cartographie de l'exposition du territoire national au retrait gonflement des sols argileux est disponible sur le site du BRGM,.
Par ailleurs, afin de mieux appréhender le risque d’affaissement de terrain, l'inventaire national des cavités souterraines permet de localiser celles situées sur la commune.
La commune a été reconnue en état de catastrophe naturelle au titre des dommages causés par les inondations et coulées de boue survenues en 1982, 1994 et 2003. 

## Toponymie
La commune portait le nom de Saint Cheli en 1793, puis Saint-Chély-du-Tarn en 1801 et enfin Mas-Saint-Chély le 1er juin 1972,.

## Histoire

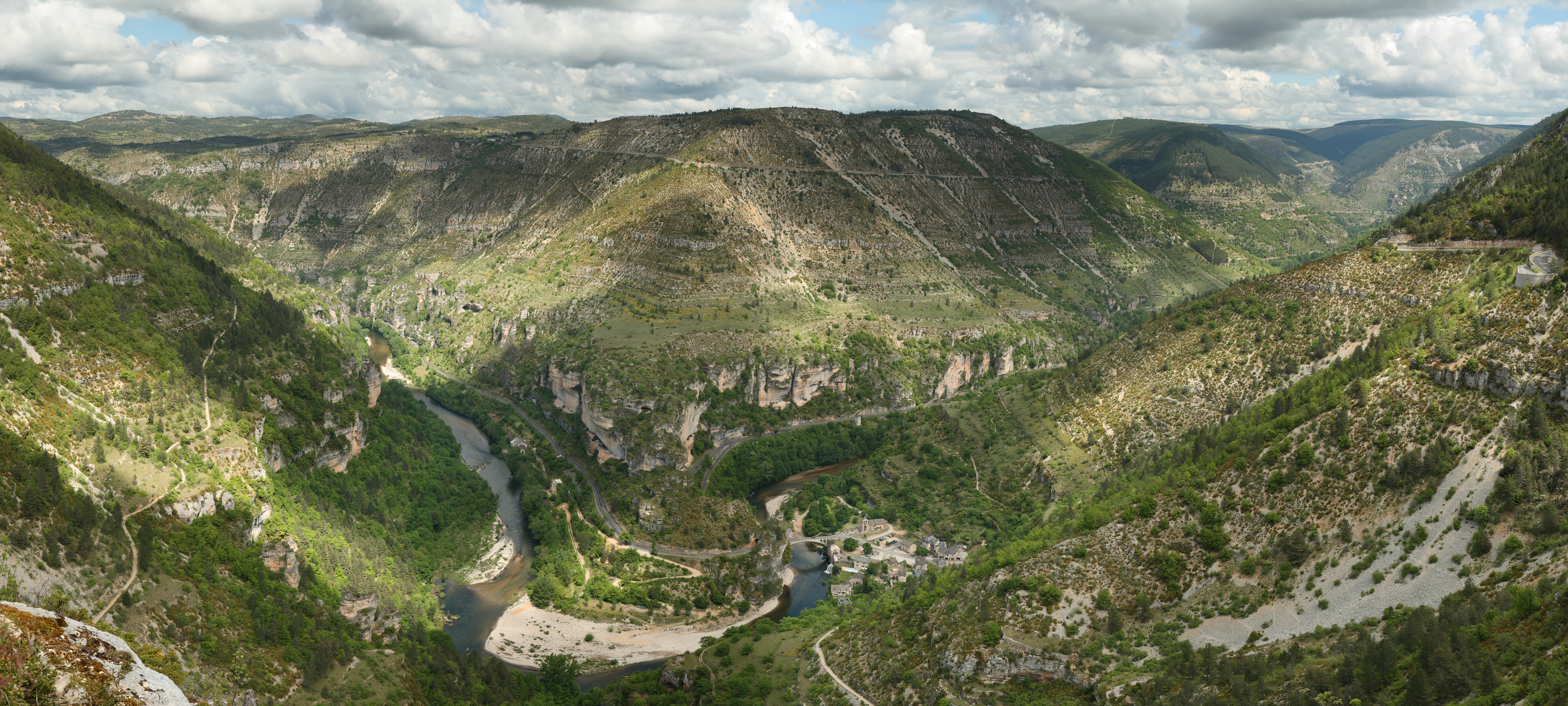
Le village fantôme de Saint-Chély-du-Tarn.

Le village de Mas-Saint-Chély fut créé en 1972 après que l'ancien village de Saint-Chély-du-Tarn a été abandonné. En effet, celui-ci se trouvait au bord du Tarn et était exposé aux inondations. Ses habitants ont donc été déplacés dans une zone plus sûre, créant ainsi le village de Mas-Saint-Chély. Quant au village de Saint-Chély-du-Tarn, c'est aujourd'hui un village fantôme situé sur le territoire de la commune de Sainte-Enimie.
Le 8 janvier 2004, l'équipage d'un Mirage 2000D de l'escadron de chasse 2/3 Champagne est contraint à l'éjection lors d'un vol d'entraînement nocturne car le gel des sondes Pitot a induit une mauvaise interprétation. L'avion s'écrase dans une zone inhabitée de la commune, le pilote et le navigateur sont légèrement blessés.

## Politique et administration
| Période                                  | Période  | Identité        | Étiquette | Qualité |
| ---------------------------------------- | -------- | --------------- | --------- | ------- |
| Les données manquantes sont à compléter. |          |                 |           |         |
| 2001                                     | 2021     | Gérard Mourgues | UMP-LR    |         |
| 2022                                     | En cours | Gilles Vergély  |           |         |

## Démographie

### Évolution démographique
L'évolution du nombre d'habitants est connue à travers les recensements de la population effectués dans la commune depuis 1793. Pour les communes de moins de 10 000 habitants, une enquête de recensement portant sur toute la population est réalisée tous les cinq ans, les populations de référence des années intermédiaires étant quant à elles estimées par interpolation ou extrapolation. Pour la commune, le premier recensement exhaustif entrant dans le cadre du nouveau dispositif a été réalisé en 2004.

En 2022, la commune comptait 102 habitants, en évolution de −12,07 % par rapport à 2016 (Lozère : +0,11 %, France hors Mayotte : +2,11 %).
| 1793 | 1800 | 1806 | 1821 | 1831 | 1836 | 1841 | 1846 | 1851 |
| ---- | ---- | ---- | ---- | ---- | ---- | ---- | ---- | ---- |
| 567  | 611  | 535  | 510  | 577  | 594  | 555  | 647  | 578  |

| 1856 | 1861 | 1866 | 1872 | 1876 | 1881 | 1886 | 1891 | 1896 |
| ---- | ---- | ---- | ---- | ---- | ---- | ---- | ---- | ---- |
| 559  | 562  | 561  | 510  | 535  | 505  | 530  | 536  | 516  |

| 1901 | 1906 | 1911 | 1921 | 1926 | 1931 | 1936 | 1946 | 1954 |
| ---- | ---- | ---- | ---- | ---- | ---- | ---- | ---- | ---- |
| 493  | 546  | 513  | 503  | 497  | 492  | 392  | 286  | 225  |

| 1962 | 1968 | 1975 | 1982 | 1990 | 1999 | 2004 | 2006 | 2009 |
| ---- | ---- | ---- | ---- | ---- | ---- | ---- | ---- | ---- |
| 195  | 174  | 117  | 107  | 104  | 109  | 123  | 126  | 134  |

| 2014 | 2019 | 2022 | - | - | - | - | - | - |
| ---- | ---- | ---- | - | - | - | - | - | - |
| 119  | 107  | 102  | - | - | - | - | - | - |

### Pyramide des âges
La population de la commune est relativement âgée. En 2018, le taux de personnes d'un âge inférieur à 30 ans s'élève à 23,4 %, soit un taux inférieur à la moyenne départementale (29,7 %). À l'inverse, le taux de personnes d'un âge supérieur à 60 ans (43,0 %) est supérieur au taux départemental (32,5 %).
En 2018, la commune comptait 61 hommes pour 49 femmes, soit un taux de 55,45 % d'hommes, supérieur au taux départemental (49,96 %).
Les pyramides des âges de la commune et du département s'établissent comme suit :
| Hommes | Classe d’âge | Femmes |
| ------ | ------------ | ------ |
| 0,0    | 90 ou +      | 2,1    |
| 10,2   | 75-89 ans    | 20,8   |
| 30,5   | 60-74 ans    | 22,9   |
| 23,7   | 45-59 ans    | 20,8   |
| 10,2   | 30-44 ans    | 12,5   |
| 15,3   | 15-29 ans    | 14,6   |
| 10,2   | 0-14 ans     | 6,2    |

| Hommes | Classe d’âge | Femmes |
| ------ | ------------ | ------ |
| 1      | 90 ou +      | 2,8    |
| 9,1    | 75-89 ans    | 11,8   |
| 21,6   | 60-74 ans    | 21,1   |
| 21,5   | 45-59 ans    | 20,2   |
| 16,3   | 30-44 ans    | 15,9   |
| 15,5   | 15-29 ans    | 13,6   |
| 15     | 0-14 ans     | 14,6   |

## Économie

### Emploi
|                | 2008  | 2013  | 2018  |
| -------------- | ----- | ----- | ----- |
| Commune        | 2,5 % | 5,5 % | 3,2 % |
| Département    | 5 %   | 6,4 % | 7,1 % |
| France entière | 8,3 % | 10 %  | 10 %  |

En 2018, la population âgée de 15 à 64 ans s'élève à 65 personnes, parmi lesquelles on compte 81 % d'actifs (77,8 % ayant un emploi et 3,2 % de chômeurs) et 19 % d'inactifs,. Depuis 2008, le taux de chômage communal (au sens du recensement) des 15-64 ans est inférieur à celui de la France et du département.
La commune est hors attraction des villes,. Elle compte 24 emplois en 2018, contre 35 en 2013 et 30 en 2008. Le nombre d'actifs ayant un emploi résidant dans la commune est de 51, soit un indicateur de concentration d'emploi de 47,6 % et un taux d'activité parmi les 15 ans ou plus de 53,1 %.
Sur ces 51 actifs de 15 ans ou plus ayant un emploi, 15 travaillent dans la commune, soit 30 % des habitants. Pour se rendre au travail, 80 % des habitants utilisent un véhicule personnel ou de fonction à quatre roues, 6 % s'y rendent en deux-roues, à vélo ou à pied et 14 % n'ont pas besoin de transport (travail au domicile).

## Culture locale et patrimoine

### Lieux et monuments
- Église Saint-Côme-et-Saint-Damien de Mas-Saint-Chély. L'église est dédiée aux saints Côme et Damien.
- Chapelle Saint-Côme de Mas-Saint-Chély.
- Le dolmen du Buisson est classé à l'inventaire des monuments historiques depuis le 14 janvier 1977[38].
- Le menhir du Fraïsse.
- L'enceinte protohistorique du Tourelle (altitude 1 025 m), près de la chapelle Saint-Côme.

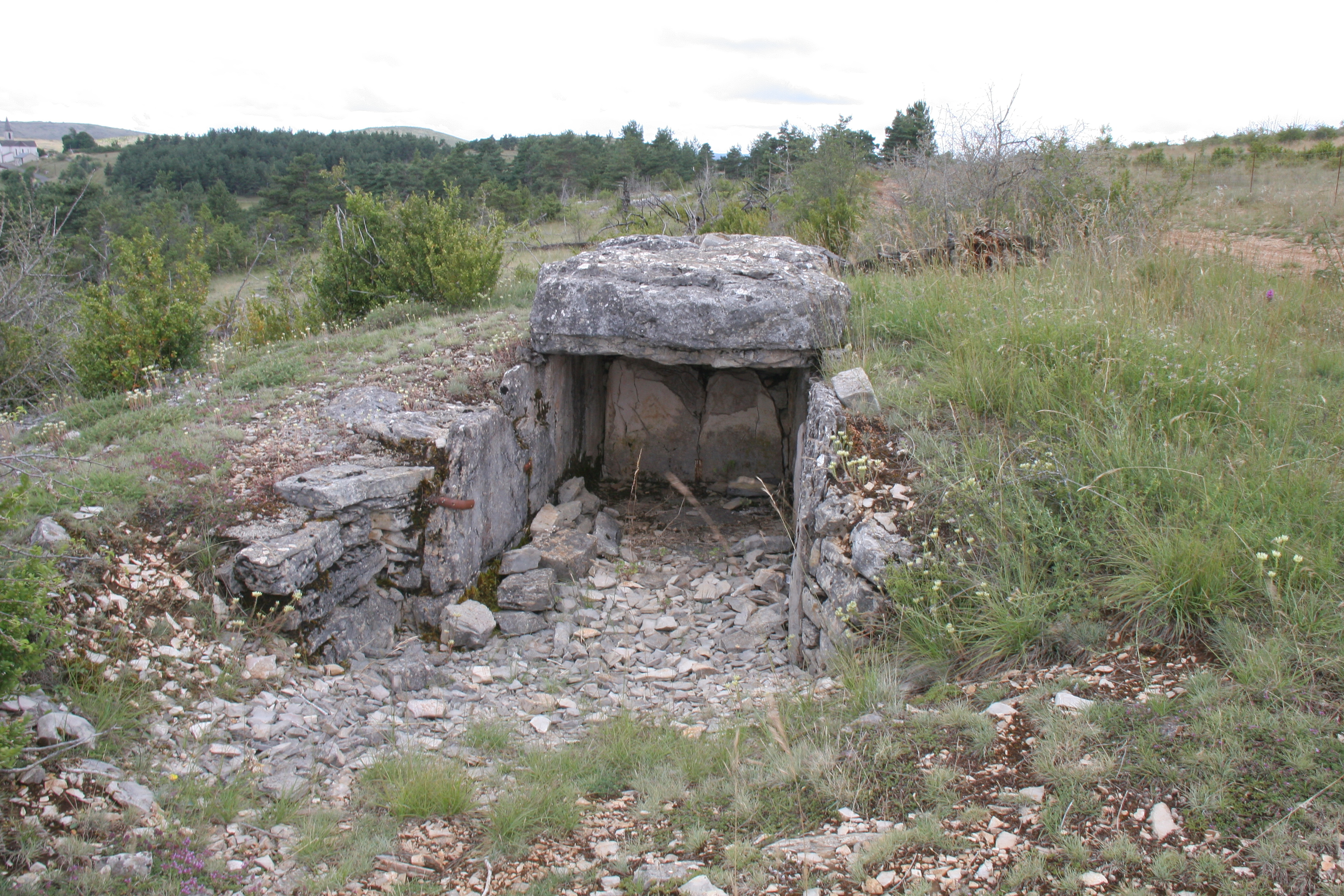
Dolmen du Buisson.
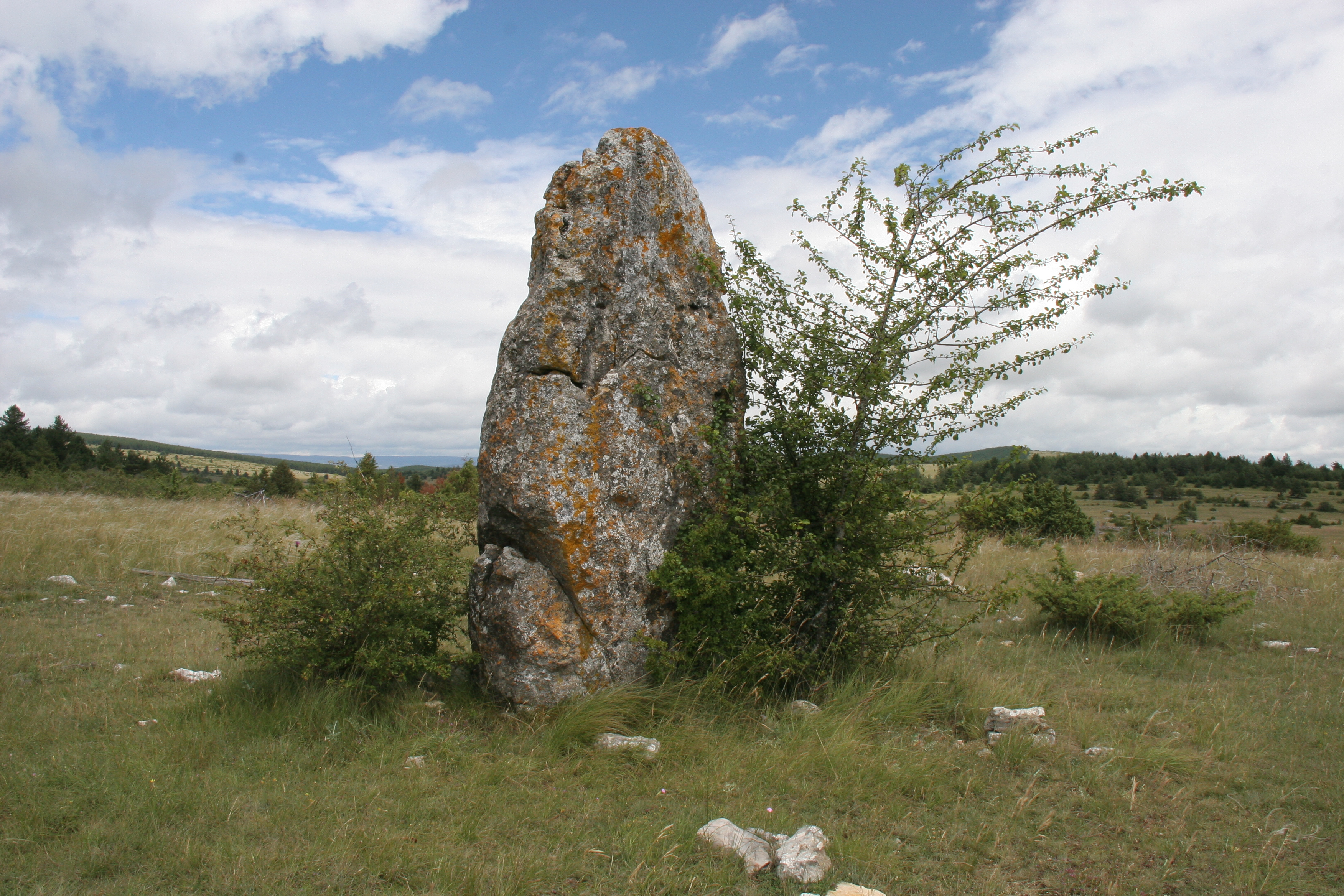
Menhir du Fraïsse.
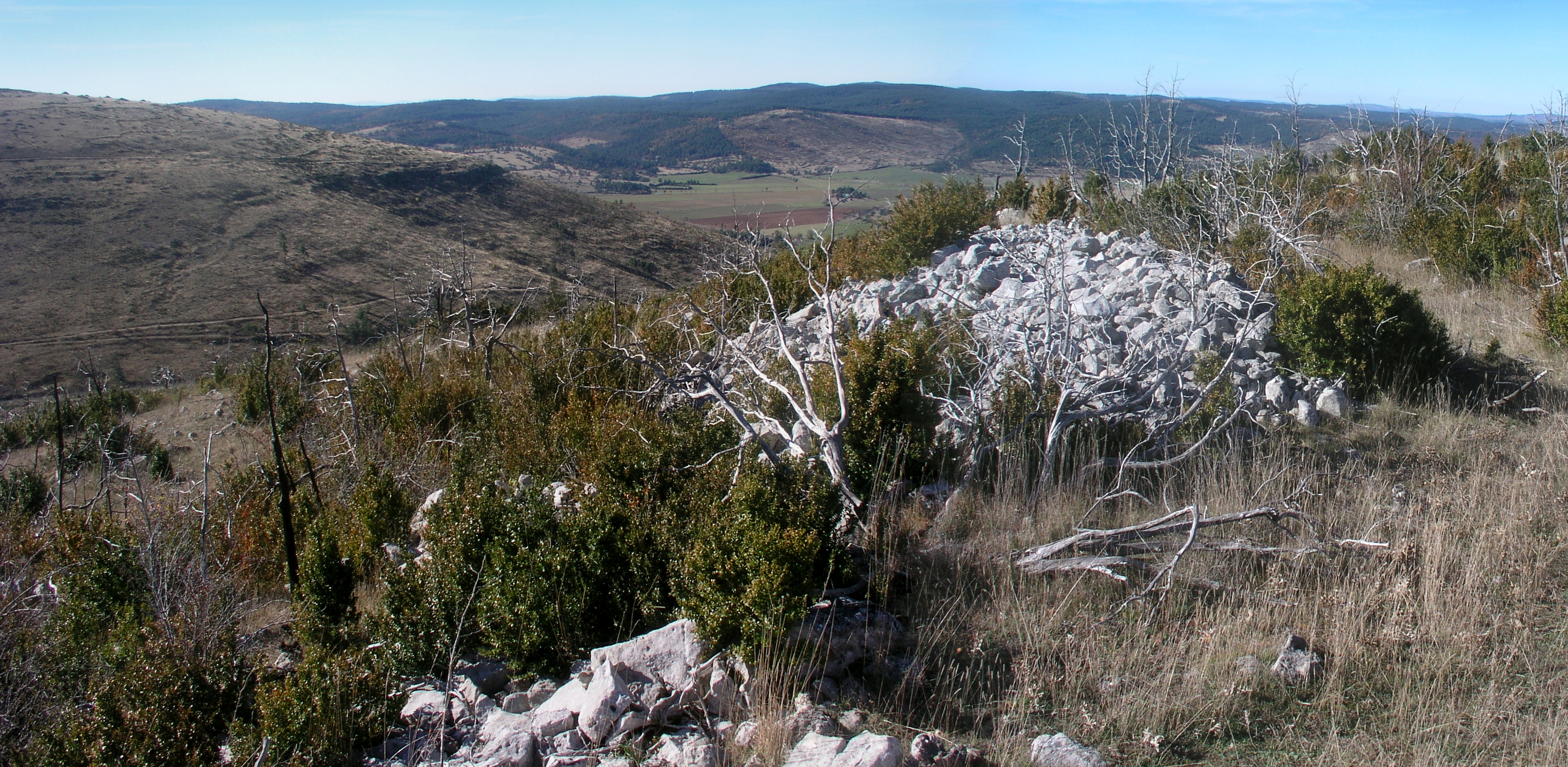
Vue de l'enceinte protohistorique du Tourelle.
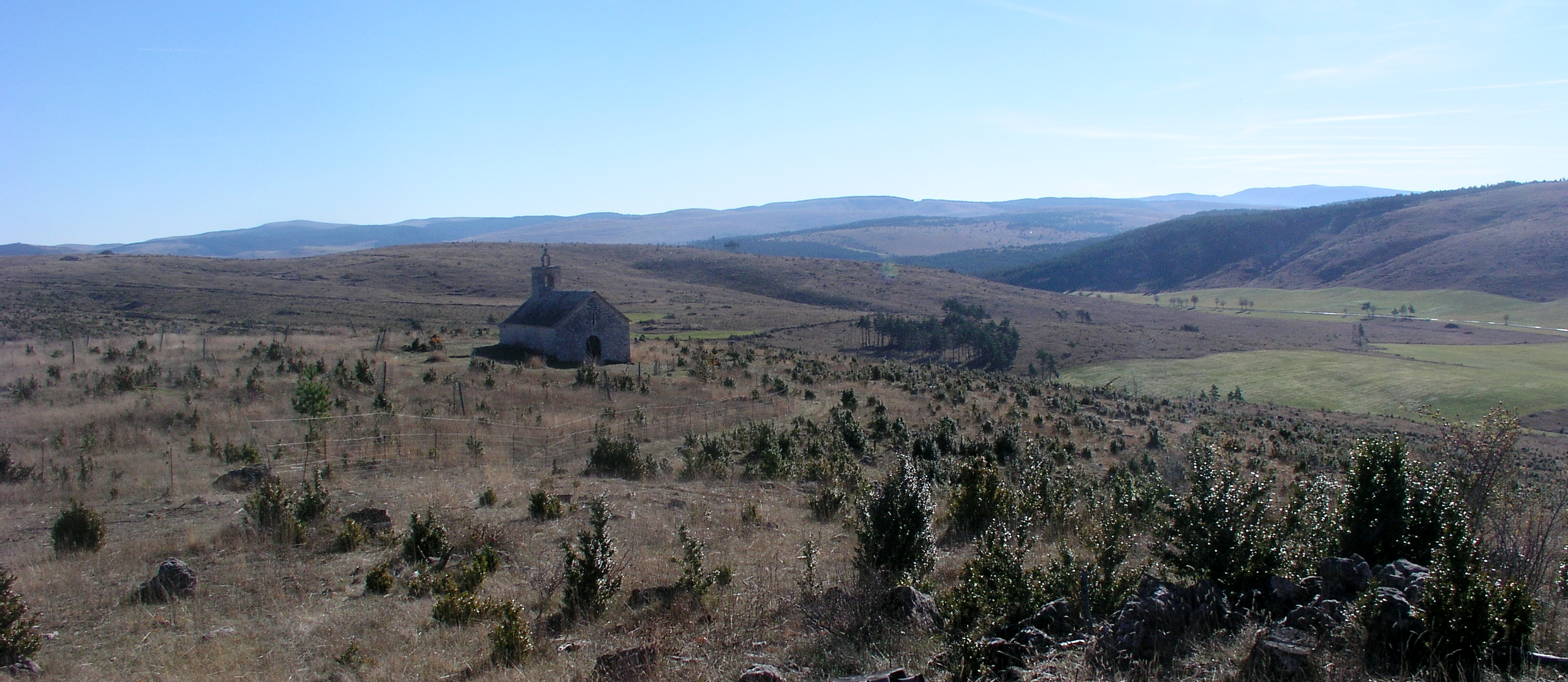
La chapelle Saint-Côme.

## Pour approfondir